# 蓬塔戈尔达 (佛罗里达州)
蓬塔戈尔达（英語：Punta Gorda）是美国佛罗里达州夏洛特縣下属的一座城市。1882年建立，1887年建市，面积约为47.9平方公里（约合18.5平方英里）。根据2020年美國人口普查，该市有人口19,471人。论人口在本州排行第118。